# Alchouka (Rajon Kobryn)
Alchouka (belarussisch Альхоўка, russisch Ольховка) ist ein Dorf im Rajon Kobryn in der Breszkaja Woblasz in Belarus. Die Ortschaft ist administrativ in den Selsawet Nawasjolki eingegliedert. Das Dorf liegt 19 Kilometer von Kobryn und 65 Kilometer von Brest entfernt.
Im folgenden Diagramm wird die Bevölkerungsentwicklung von Alchouka dargestellt: